# Margarita Lilowa
Margarita Lilowa (* 26. Juli 1935 in Tscherwen Brjag, Bulgarien; † 13. April 2012 in Wien) war eine bulgarisch-österreichische Opernsängerin (Mezzosopran/Alt).

## Leben
Lilowa studierte Gesang und Chorleitung an der Staatlichen Musikakademie in Sofia bei Maria Zibulka und Michail Jankow. 1959 debütierte sie als „Maddalena“ in Rigoletto an der Oper von Warna. 1962 gastierte sie in London, anschließend wurde sie von der Wiener Staatsoper engagiert und hatte am 1. Jänner 1963 als „Amneris“ in Aida ihr Debüt. Dem Staatsoper-Ensemble gehörte sie bis 1995 an und sang dabei 46 Partien in 1135 Vorstellungen, darunter 143 Mal die „Marcellina“ in Le nozze di Figaro und 115 Mal die „Annina“ in Der Rosenkavalier.
Lilowa sang auch zwölf Jahre lang als „ständiger Gast“ an der Komischen Oper Berlin und elf Jahre an der San Francisco Opera in den USA. Außerdem hatte sie weltweit viele Gastspiele und trat ab 1965 auch bei den Salzburger Festspielen auf. Ab 1992 unterrichtete sie an der Wiener Musikhochschule.
1969 wurde sie mit dem Berliner Kritikerpreis ausgezeichnet und 1984 ernannte man sie zur Kammersängerin.